# Saint-Philbert-en-Mauges
Saint-Philbert-en-Mauges korábbi község Franciaország Loire mente régiójában, Maine-et-Loire megyében. 2015. január 1-jén kilenc másik korábbi községgel egyesült és Beaupréau-en-Mauges új község része lett.
Lakosainak száma 382 fő (2018. január 1.). Saint-Philbert-en-Mauges Andrezé, La Chapelle-du-Genêt, La Renaudière, Sèvremoine, Villedieu-la-Blouère és Saint-Macaire-en-Mauges községekkel határos.

## Népesség
A település népessége az elmúlt években az alábbi módon változott:
| Lakosok száma | 319  | 314  | 298  | 307  | 325  | 363  | 378  | 383  | 416  | 382  |
|               | 1962 | 1968 | 1982 | 1990 | 1999 | 2008 | 2011 | 2013 | 2017 | 2018 |